# BOSIET
BOSIET (afkorting van "Basic Offshore Safety Induction and Emergency Training') is een cursus die is ontworpen om te voldoen aan de initiële vereisten voor offshore veiligheidstraining, noodhulprespons en de beoordeling van personeel dat nieuw is in de offshore-, olie- en gas- en hernieuwbare energie-industrieën.
In de cursus is onder meer helikopteroverleving, noodhulpverlening, overleving op zee, brandbestrijding, zelfredding en training in Totally Enclosed Motor Propelled Survival Craft TEMPSC (reddingsboot) inbegrepen. De helikopteroverlevingstraining HUET is vaak het moeilijkste onderdeel. Deze training is verplicht voor al het personeel dat offshore werkt in de olie- en gasindustrie. Het door OPITO goedgekeurde BOSIET-certificaat is 4 jaar geldig. De door OPITO goedgekeurde opfriscursus is de Further Offshore Emergency Training (FOET).
Na voltooiing van het programma heeft de deelnemer inzicht in de algemene gevaren en bijbehorende risico's die zich voordoen bij werkzaamheden op offshore-installaties, evenals in de algemene veiligheidsregimes en veiligheidsmanagementsystemen die zijn ingesteld om deze risico's te beheersen en te beperken.